# Nagroda Filmowa Rady Europy FACE

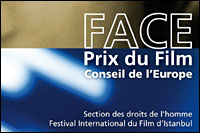
Rada Europy

Nagroda Filmowa Rady Europy FACE (od Film Award of the Council of Europe) – nagroda filmowa wręczana podczas Międzynarodowego Festiwalu Filmowego w Stambule przez Radę Europy reżyserowi, którego dzieło przyczynia się do wzrostu powszechnej świadomości i zainteresowania prawami człowieka i uświadamia ich znaczenie w życiu codziennym. 
Celem nagrody FACE jest uhonorowanie filmu dokumentalnego lub fabularnego, który porusza zagadnienia praw człowieka w świetle wartości, jakie przyświecają Radzie Europy i które ona realizuje: wolność jednostki, swoboda polityczna, praworządność. Ufundowanie nagrody opierało się na przekonaniu, że film jest w stanie przekazać idee praw człowieka w sposób przystępny i zrozumiały.

## Procedura przyznawania i nagroda
Nagroda FACE składa się z rzeźby wykonanej z brązu (zaprojektowanej i wykonanej przez Freddy’ego Ruhlmana i zatytułowanej „Spirale de l'élévation”), jak i nagrody pieniężnej w wysokości 10.000 euro. Nagroda przyznawana jest we współpracy z Eurimages, należącym do Rady Europy funduszem wspierającym produkcję i dystrybucję dzieł europejskiego kina.
Zwycięski film wyłaniany jest przez jury spośród produkcji zgłoszonych do poświęconej prawom człowieka części festiwalu zatytułowanej „Human Rights in Cinema”.
Pierwsza nagroda FACE została przyznana 14 kwietnia 2007 przez Thomasa Hammarberga (Komisarza Rady Europy ds. Praw Człowieka) w imieniu Terry Davisa, Sekretarza Generalnego Rady Europy. Od tego momentu, przyznanie nagrody FACE jest corocznym efektem współpracy pomiędzy Międzynarodowym Festiwalem Filmowym w Stambule i Radą Europy.

## Nagrodzeni
- 2007: "Bamako/Sąd", wyreżyserowany przez Abderrahmane Sissako, opowiada o wyzyskiwaniu Afryki przez światowe mocarstwa, przedstawia lokalny „sąd” przed którym obywatele Mali mogą dochodzić sprawiedliwości. „Równość obywateli wobec prawa, poszanowanie praw człowieka i aktywne zaangażowanie obywateli w przestrzeganie tych praw są niezbędne aby zapewnić sprawiedliwość społeczną. Są one również warunkiem koniecznym dla rozwoju społecznego czy ekonomicznego. Biorąc pod uwagę powyższe warunki, jury zdecydowało przyznać pierwszą nagrodę FACE filmowi „Bamako/Sąd”.

- 2008: "Ślepa góra" (reż. Li Yang). "Ślepa góra" to historia studentki podróżującej na północ Chin w poszukiwaniu pracy. Dziewczyna zostaje porwana i sprzedana jako panna młoda rodzinie mieszkającej w położonej wysoko w górach wiosce. Jej życie zamienia się w pasmo cierpień, których źródeł należy szukać w handlu ludźmi i przemocy przeciw kobietom.

- 2009: Birdwatchers – „Obserwujący ptaki” (reż. Marco Bechis): „w dzisiejszym szybko rozwijającym się świecie szacunek dla mniejszości narodowych i populacji autochtonicznych jest niezwykle istotny. Wplatając to istotne przesłanie w ciekawie skonstruowaną fabułę, film „Birdwatchers” trafnie opisuje kompleksowość zmieniającego się społeczeństwa”. Jury postanowiło również nagrodzić nagrodą specjalną Nandite Das za jej film „Firaaq”, który „odważnie prezentuje niezwykle delikatny temat jakim jest nietolerancja religijna i towarzyszący jej często wojujący fanatyzm: obok zobrazowania jego przerażających konsekwencji, Firaaq także niesie informację pełną nadziei pokazując, że ludzie mogą dokonywać wyborów.”